# Natalie Clein
Natalie Clein (Poole, 25 marzo 1977) è una violoncellista britannica.

## Biografia
La madre è una violinista professionista. 
Natalie ha iniziato a suonare il violoncello all'età di sei anni, e ha studiato con Anna Shuttleworth e Alexander Baillie al Royal College of Music, dove ha ricevuto la borsa di studio Elizabeth Bowes-Lyon, istituzione reale. Ha anche studiato con Heinrich Schiff a Vienna.
Dopo aver conseguito la vittoria al concorso dei giovani musicisti della BBC nel 1994, interpretando il Concerto per violoncello e orchestra di Edward Elgar, è stata nello stesso anno la prima britannica vincitrice del Eurovision Young Musicians tenutosi a  Varsavia, eseguendo la Sonata per violoncello di Šostakovič e il concerto di Elgar. Ha anche vinto il premio Ingrid zu Solms Culture dell'Accademia Kronberg nel 2003 e il Classic BRIT Awards per giovani artisti britannici nel 2005.
Clein ha debuttato ai Proms nel'agosto 1997, con il Concerto per violoncello in Do maggiore di Haydn con Sir Roger Norrington e l'Orchestra nazionale da camera dei giovani di Gran Bretagna.
Nel 1999, è stata invitata alla BBC Radio 3. Suona anche regolarmente con musicisti quali Julius Drake, Martha Argerich, Ian Bostridge, Simon Keenlyside, Imogen Cooper, Lars Vogt, Isabelle Faust, Anthony Marwood, il Belcea Quartet e Leif Ove Andsnes, e ed è direttore artistico del festival di musica da camera di Purbeck.
Ha collaborato con la scrittrice Jeanette Winterson per la presentazione che utilizzava le Variazioni Goldberg di Bach in unione con il testo della Winterson.
Un altro lavoro è avvenuto in collaborazione con il coreografo e ballerino Carlos Acosta.
È membro del corpo insegnante del Trinity College of Music di Londra dal settembre 2009. Natalie Clein suona un violoncello «Simpson» Guadagnini del 1777.

## Discografia
- 1994: Maurice Duruflé: Requiem. Hyperion;
- 2004: Johannes Brahms: Sonate per violoncello e pianoforte; Franz Schubert Sonata per vcl. e pf. "Arpeggione", con Charles Owen (pianoforte). Classics for Pleasure;
- 2006: Fryderyk Chopin: Sonata in Sol minore op. 65 per violoncello e pianoforte, Sergej Vasil'evič Rachmaninov: Sonata in Sol minore op. 19 per violoncello e pianoforte, con Charles Owen, EMI Classics;
- 2007: Edward Elgar: Concerto in Mi minore per violoncello e orchestra con la Royal Liverpool Philharmonic Orchestra, direttore Vernon Handley, EMI Classics;
- 2009: Zoltán Kodály: Sonata per violoncello solo, Adagio, Sonatina, Epigrams, Romance lyrique per violoncello e pianoforte, Julius Drake, pianoforte Hyperion;
- 2012: Ernest Bloch/Max Bruch: Schelomo, Kol Nidrei & other works, BBC Scottish Symphony Orchestra, direttore Ilan Volkov, Hyperion;
- 2013: Camille Saint-Saëns: 'Concerti n. 1 e n. 2 per violoncello e orchestra; altri brani BBC Scottish Symphony Orchestra, direttore Andrew Manze, Hyperion.